# Аронссон, Фроде
Фроде Ианн Понтус Аронссон (швед. Frode Iann Pontus Aronsson; Пустой шаблон {{ВД-Преамбула}} ) — шведский футболист, защитник клуба «Эльфсборга».

## Клубная карьера
Начинал заниматься футболом в «Торде». В конце 2020 года подписал контракт с юношеской командой «Эльфсборга» и летом 2021 года перешёл в команду. В сезоне 2024 года стал привлекаться к тренировкам с основной командой и входил в заявку клуба на матчи еврокубков, но на поле не выходил. В январе 2025 года подписал с клубом первый профессиональный контракт. Первую игру за главную команду провёл 10 марта в матче четвертьфинала кубка страны с «Мальмё». 5 мая 2025 года в игре с ГАИС дебютировал в чемпионате Швеции, появившись на поле на 82-й минуте вместо Фредерика Ихлера.

## Клубная статистика
| Выступление      | Выступление      | Выступление      | Лига | Лига | Кубки | Кубки | Конт. кубки | Конт. кубки | Итого | Итого |
| Клуб             | Лига             | Сезон            | Игры | Голы | Игры  | Голы  | Игры        | Голы        | Игры  | Голы  |
| ---------------- | ---------------- | ---------------- | ---- | ---- | ----- | ----- | ----------- | ----------- | ----- | ----- |
| Эльфсборг        | Алльсвенскан     | 2025             | 1    | 0    | 1     | 0     | 0           | 0           | 2     | 0     |
| Эльфсборг        | Итого            | Итого            | 1    | 0    | 1     | 0     | 0           | 0           | 2     | 0     |
| Всего за карьеру | Всего за карьеру | Всего за карьеру | 1    | 0    | 1     | 0     | 0           | 0           | 2     | 0     |